# Abdelmoumene Djabou
Abdelmoumene Djabou (nascut el 31 de gener de 1987) és un futbolista algerià que juga com a migcampista ofensiu per a Club Africain a la Lliga tunisiana Professionnelle 1.